# Aleksandra Borsukiewicz
Aleksandra Borsukiewicz – polska inżynier, profesor nauk inżynieryjno-technicznych, prodziekan Wydziału Inżynierii Mechanicznej i Mechatroniki Zachodniopomorskiego Uniwersytetu Technologicznego w Szczecinie.

## Życiorys
W 2013 r. habilitowała się na podstawie pracy zatytułowanej Poprawa efektywności pracy siłowni parowych zasilanych nisko i średnotemperaturowymi źródłami energii. W 2021 r. uzyskała tytuł profesora nauk inżynieryjno-technicznych. Pracuje na stanowisku profesora w Katedrze Technologii Energetycznych na Wydziale Inżynierii Mechanicznej i Mechatroniki Zachodniopomorskiego Uniwersytetu Technologicznego w Szczecinie.